# 木村和美 (アナウンサー)
木村 和美（きむら かずみ、1997年5月14日 - ）は、広島テレビ放送（HTV）のアナウンサー。広島県福山市出身。

## 来歴
広島県立福山誠之館高等学校を経て、関西学院大学を卒業。
高校時代、ラグビー部でマネージャーをしており、マネージャーが交代して毎日2升分のおにぎりを作っていた。
大学時代はカンボジアにて、遺跡のガイドや音楽教師などを経験。
2020年4月、広島テレビへ入社。
初鳴きは5月12日の「スッキリ」での天気予報。7月からZIP!ファミリー広島。
2020年9月からは夕方のニュース・生活情報番組「テレビ派」にて「近場で遊ぼう」の火曜コーナーを担当する。
2021年4月改編からは「テレビ派」金曜日の総合キャスターを担当。

## 人物
- 趣味は名探偵コナンのアニメを見ること・けん玉。
- 特技はゆで卵の殻の早剥き・フィリピン料理作り。
- 大学二年生の夏休みに『象使い』の資格を取得している[5]。
- 秘書検定2級、世界遺産検定3級 。
- NNN・NNS系列の同期で元青森放送の堀葵衣と交友がある[6][7]。

## 現在の担当番組
- テレビ派（2020年9月 - ）
  - 火曜コーナー「近場で遊ぼう」（2020年）
  - 沿線遺産（2021年 - ）ナレーション
  - 金曜日 MC（2021年4月2日 -2024年9月27日 ）
  - 木曜日MC（2024年4月4日-2024年9月26日）
  - GW、お盆、年末年始等による時間短縮時の ニュースキャスター
  - 水・木曜日スポーツキャスター（2025年4月2日-）
  - 月・火曜日中継レポート（2025年3月31日-）
- 「スッキリ!」天気予報
- ZIP!（2020年7月 - ）ZIP!ファミリー広島
- 広テレ!News
- NNNストレイトニュース
- news every.（土曜）
- 真相報道 バンキシャ!（日曜）
- news zero（ローカルニュース枠。シフト勤務で担当）
- 進め!スポーツ元気丸・MC（2023年4月 - ）
- 広テレ!完全カープ主義・DRAMATIC BASEBALL（西暦） - ベンチリポーター専任（2025年 - ）

## 過去の担当番組
- 24時間テレビ（2020年8月23日）
- Dearボス 〜トップの秘密のぞき見バラエティ〜（2021年1月15日）相田のアシスタント(進行役)
- お元気ですか？世界の広島さん〜こんな大変な時 何しとるん？〜（2021年2月27日） MC
- 三四郎のDearボス（2021年4月11日第133回 - 2024年3月）ナレーション
- zero選挙広島（2024年10月27日）リポーター
- てっぺん（ - 2025年4月4日）MC